# نشيد سان مارينو الوطني
النشيد الوطني لجمهورية سان مارينو ( بالإيطالية: Inno Nazionale ) كُتب من قبل كونسولو فيديريكو، وهو عازف الكمان والملحن سان مارينو، واعتمدت هذا النشيد الوطني في عام 1894. وهي مقطع صغير من الكلمات ويسمى ذلك ببساطة ابتكارات Inno Nazionale (بالعربية: النشيد الوطني ). على الرغم من نادرة معرفتها و أيضاً نادرا ما نسمتع له في نطاق المجتمع الأوروبي , وقد أدوا النشيد الوطني بانتظام في شوارع سان مارينو المدينة من قبل موسيقيين من فرقة عسكرية خلال المهرجانات الوطنية والدينية .